# Pytinicarpa
Pytinicarpa es un género de plantas con flores perteneciente a la familia  Asteraceae. Comprende 3 especies descritas. E originario de Nueva Caledonia y Fiyi

## Taxonomía
El género fue descrito por Guy L. Nesom y publicado en Phytologia 76(2): 136. 1994.

## Especies seleccionadas
A continuación se brinda un listado de las especies del género Pytinicarpa aceptadas hasta junio de 2011, ordenadas alfabéticamente. Para cada una se indica el nombre binomial seguido del autor, abreviado según las convenciones y usos.
- Pytinicarpa neocaledonica (Guillaumin) G.L.Nesom
- Pytinicarpa pickeringii (A.Gray) G.L.Nesom
- Pytinicarpa sarasinii (Däniker) G.L.Nesom